# Hubert-Fichte-Preis
Der Hubert-Fichte-Preis der Freien und Hansestadt Hamburg ist ein Literaturpreis, der seit 1995 alle drei Jahre und seit 2004 alle vier Jahre im Gedenken an den Hamburger Schriftsteller Hubert Fichte verliehen wird. Die Preisträger sollen in ihrem Schaffen nach Möglichkeit eine deutliche Beziehung zu Hamburg erkennen lassen. Der Preis ist mit 7500 Euro dotiert (Stand: 2023).
Der Hubert-Fichte-Preis ist 1995 aus dem Alexander-Zinn-Preis für Literatur hervorgegangen.

## Preisträger
- 1995: Ginka Steinwachs
- 1998: Brigitte Kronauer
- 2001: Peer Hultberg
- 2004: Frank Schulz
- 2008: Karen Duve
- 2012: Tina Uebel
- 2016: Michael Weins
- 2020: Katrin Seddig
- 2024: Mirko Bonné